# Franz Michael Benz

Franz Michael Benz (um 1860)

Franz Michael Benz (* 1. Januar 1809 in Greding; † 8. August 1882 in Heideck) war ein bayerischer Kaufmann und Landtagsabgeordneter.

## Werdegang
Franz Michael Benz wurde am 1. Januar 1809 in Greding als erstes von 17 Kindern des dortigen Gerber- und Bürgermeisters Franz Martin Benz und dessen Ehefrau Rosina (geb. Forster) geboren. Am 31. Januar 1832 heiratete er in Heideck die Witwe Rosina Benz und übernahm deren Kaufhaus „Benz-Plank“ (Hausnummer 45). 1839 wurde Franz Michael erstmals zum Bürgermeister von Heideck gewählt. Von 1843 bis 1853 war er abermals Bürgermeister der Stadt Heideck. Am 29. April 1861 zog er als Nachfolger für den ausgeschiedenen Ernst von Lasaulx in die Kammer der Abgeordneten des Bayerischen Landtags ein. Er gehörte dem 20. Landtag an und vertrat den Wahlkreis Neumarkt i. d. Oberpfalz. Zwischen 1870 und 1875 war er ebenfalls für den Wahlkreis Neumarkt/Opf. im 24. – 26. Landtag des bayerischen Parlaments vertreten. 1872 verstarb seine Frau.
Er war Mitglied der Patriotenpartei (aus der später die Bayerische Zentrumspartei bzw. die Bayerische Volkspartei hervorgingen). Nach der Spaltung der Fraktion stand er dem Flügel um Edmund Jörg nahe.